# Юго (Пакистан)
Югу (англ. Yugo) — город в пакистанской провинции Гилгит-Балтистан.

## История
Региональный фольклор гласит, что Юго был основан двумя стариками, которые бежали из Гилгита из-за идеологических преследований.

## Географическое положение
Юго расположен на средней высоте 2831 метров над уровнем моря, находится в сейсмоопасном районе. Недалеко от города протекает крупная река Шайок.

## Население
Большинство населения города говорит на языке балти, исповедует ислам суннитского толка.